# Беркарат
Беркарат (арм. Բերքառատ) — село на севере Арагацотнской области, Армения. В 26 км к юго-востоку расположен город Апаран, а в 26 км к юго-западу расположен город Артик. С востока расположено село Вардаблур, а с юга расположены сёла Амре таза, Гехадзор, Хнаберд и Гехадир. От северо-востока до севера в расстоянии 7-10 км тянутся три села соседней Лорийской области. С запада расположена вершина Мец Шараилер (2474 м), а с востока расположена вершина Вардаблур (2376 м).
27 июня 2006 года сильный град, продолжавшийся около 20 минут, зарегистрирован в 20 сёлах, в том числе и в Беркарате. Пострадавших нет.

## Население
| Год  | Численность | Численность |
| ---- | ----------- | ----------- |
| 1897 | 501         | [ 3 ]       |
| 1926 | 873         | [ 3 ]       |
| 1939 | 1131        | [ 3 ]       |
| 1979 | 824         | [ 3 ]       |
| 1989 | 1101        | [ 4 ]       |
| 2001 | 925         | [ 3 ]       |
| 2011 | 795         | [ 5 ]       |